# Achille Formis
Achille Befani, né en 1832 à Naples et mort en 1906 à Milan, est un peintre italien plus connu sous le nom d'Achille Formis.

## Biographie
Achille Formis Befani est né en 1832 à Naples,. Il expose régulièrement à Milan, Turin et à Venise. Il expose également au Salon de la Société des artistes français en 1880, à Berlin en 1896 ainsi qu'à Munich en 1901 et en 1906.
Il meurt en 1906 à Milan,.